# ويتني لويس
ويتني لويس (بالإنجليزية: Whitney Lewis)‏ هو لاعب كرة قدم أمريكية أمريكي، ولد في 13 أغسطس 1985 في كوربوس كريستي في الولايات المتحدة.